# Território do Kansas

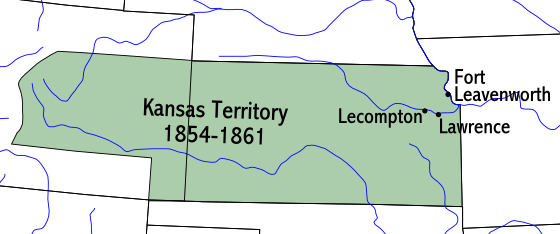
Mapa do Território do Kansas.

O Território do Kansas foi um território organizado incorporado dos Estados Unidos que existiu de 30 de maio de 1854 até 29 de janeiro de 1861, quando a porção oriental do território foi admitida à União como o estado livre do Kansas.
A terra que se tornaria o Território do Kansas foi considerada infértil pelos pioneiros americanos do século XIX. Era chamado de "Great American Desert", porque não tinha árvores e era mais seco do que a terra a leste. Tecnicamente, fazia parte das vastas pastagens que constituem as Grandes Planícies da América do Norte e mantinham rebanhos gigantes de bisões americanos. Após a invenção do arado de aço e métodos de irrigação mais sofisticados, o solo espesso da pradaria seria quebrado para a agricultura. Na década de 1850, a pressão da imigração estava aumentando e a organização em um Território era desejada.